# Vento solare
Il vento solare è un flusso di particelle cariche emesso dall'alta atmosfera del Sole: esso è generato dall'espansione continua nello spazio interplanetario della corona solare. Questo flusso è principalmente composto da elettroni e protoni con energie normalmente compresi tra 1,5 e 10 keV. Il flusso di particelle mostra temperature e velocità variabili nel tempo e con andamenti legati al ciclo undecennale dell'attività solare. Queste particelle sfuggono alla gravità del Sole per le alte energie cinetiche in gioco e l'alta temperatura della corona solare che accelera le particelle, trasferendo loro ulteriore energia.

## Storia

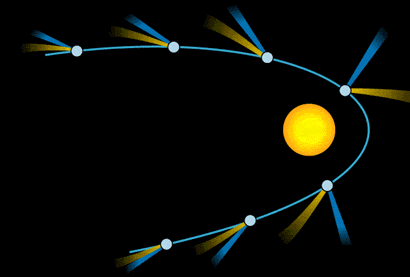
La coda della Cometa sempre opposta al Sole

Negli anni trenta, gli scienziati avevano determinato che la temperatura della corona solare doveva essere di un milione di gradi Celsius a causa della maniera in cui risaltava nello spazio (quando vista durante un'eclissi totale). Studi eseguiti con lo spettroscopio confermarono questo livello di temperatura. A metà degli anni cinquanta il geofisico britannico Sydney Chapman calcolò le proprietà che doveva avere un gas a quella temperatura e determinò che era un conduttore di calore tale che doveva estendersi grandemente nello spazio, ben oltre l'orbita della Terra. Sempre negli anni '50 lo scienziato tedesco Ludwig Biermann studiò le comete e il fatto che la loro coda puntava sempre in direzione opposta al Sole. Biermann postulò che ciò avvenisse a causa dell'emissione da parte del Sole di un flusso costante di particelle in grado di spingere lontano alcune particelle ghiacciate della cometa, formandone la coda.
Eugene Parker capì che il flusso di calore dal Sole nel modello di Chapman e la coda della cometa soffiata via dal sole nell'ipotesi di Biermann dovevano essere il risultato dello stesso fenomeno. Parker dimostrò che sebbene la corona solare fosse fortemente attratta dalla forza di gravità del sole, era un tale buon conduttore di calore che era ancora molto calda a grandi distanze. Poiché la forza di gravità si indebolisce con il quadrato della distanza dal Sole, la corona solare esterna sfugge nello spazio interstellare.
L'opposizione all'ipotesi di Parker sul vento solare fu forte. L'articolo che sottopose all'Astrophysical Journal nel 1958 venne rifiutato dai due revisori. Venne salvato dall'editor della rivista Subrahmanyan Chandrasekhar (meglio noto come Chandra, che nel 1983 ricevette il Premio Nobel per la fisica).
Negli anni sessanta l'ipotesi venne confermata mediante osservazioni dirette da satellite del vento solare. Comunque l'accelerazione del vento solare non è ancora chiara e non può essere spiegata dalla teoria di Parker.
Dal 2007 l'accademia di Finlandia sviluppa la vela elettrica, per l'utilizzo del vento solare come mezzo propulsivo per le sonde interplanetarie.

## Proprietà

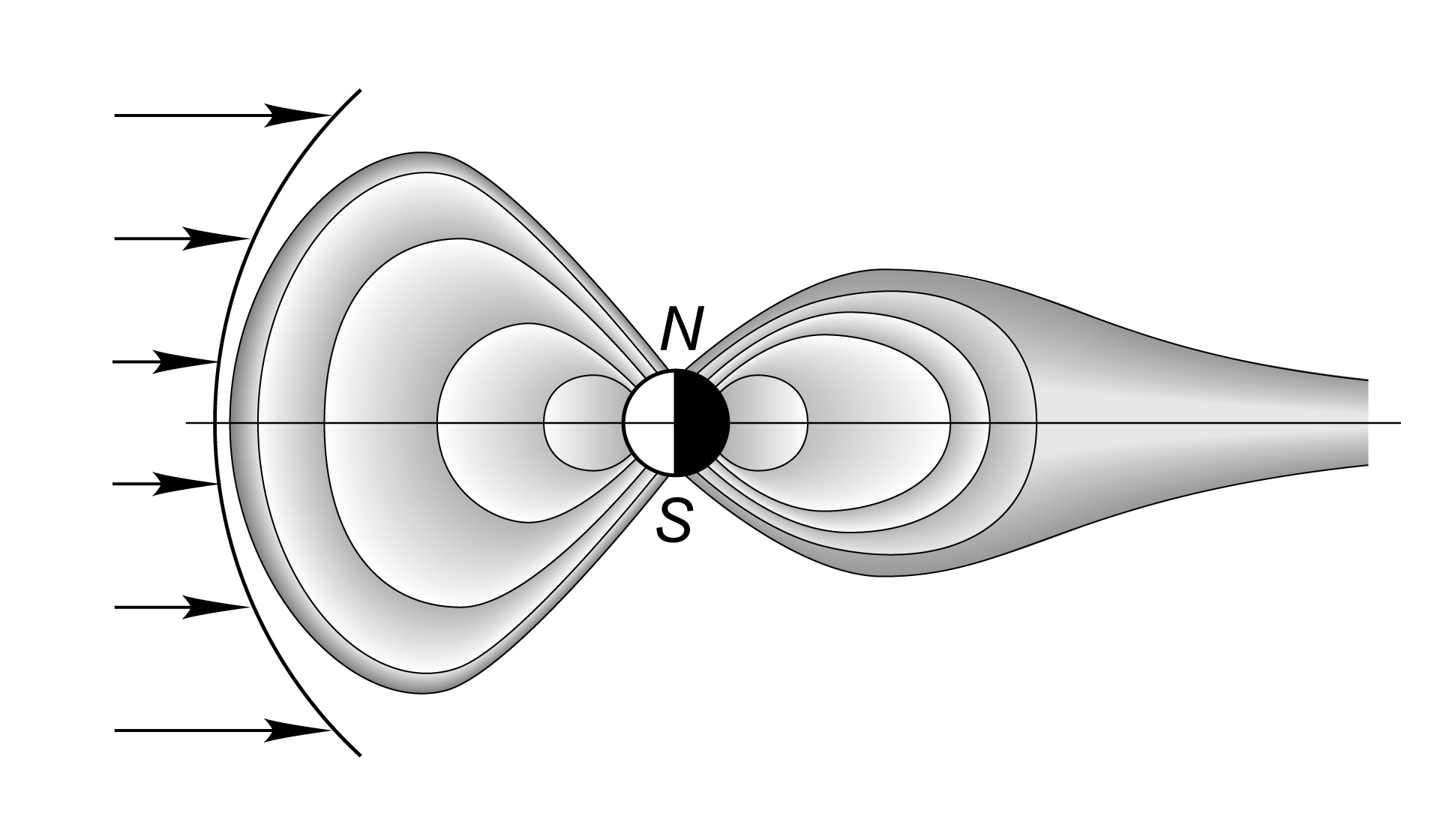
Vento solare e campo magnetico terrestre

Il vento solare è un plasma tenuissimo, la cui componente di ioni è formata, normalmente, per il 95% da protoni ed elettroni (in proporzione circa uguale) e per il 5 % da particelle alfa (nuclei di elio) con tracce di nuclei di elementi più pesanti. Vicino alla Terra, la velocità del vento solare varia da 200 km/s a 900 km/s, mentre la sua densità varia da alcune unità a decine di particelle per cm cubo.
La velocità del vento solare è nettamente superiore alla velocità di fuga di tutti i pianeti del sistema solare, essendo la più alta (quella di Giove) pari a soli 59,54 km/secondo: il moto prosegue in linea retta, non deviato dalle orbite dei pianeti.
Pertanto, il vento solare impiega da 2 a circa 9 giorni per percorrere i 149.600.000 km che mediamente separano la Terra dal Sole. 
Il Sole perde circa 800 milioni di kg di materiale al secondo eiettandolo sotto forma di vento solare (rispetto alla massa del Sole questa perdita è del tutto insignificante).
Il plasma del vento solare porta con sé il campo magnetico del Sole in tutto lo spazio interplanetario fino ad una distanza di circa 160 unità astronomiche (una unità astronomica rappresenta la distanza media tra la Terra ed il Sole). Poiché le linee di forza del campo magnetico del vento solare rimangono collegate alla loro origine nella fotosfera, l'espansione radiale del vento solare dal Sole e la rotazione di questo (periodo 28 giorni) fanno sì che le linee del campo magnetico si curvino in modo da formare una spirale. Il vento solare interagisce con il campo magnetico terrestre che lo confina in una regione di spazio detta magnetosfera. Le variazioni nel tempo della pressione dinamica del vento solare e dell'intensità e orientazione del suo campo magnetico perturbano in modo a volte drammatico la magnetosfera terrestre. Tali perturbazioni, insieme con gli effetti di altri disturbi provenienti dal Sole, sono oggetto di studio da parte di una disciplina emergente, la cosiddetta "meteorologia spaziale". Tra tali effetti vi sono, ad esempio, il danneggiamento delle sonde spaziali e dei satelliti artificiali e la ben nota aurora boreale e quella australe. Altri pianeti con campi magnetici simili a quelli della Terra hanno anch'essi le loro aurore.
Il vento solare crea una "bolla" nel mezzo interstellare (che è composto dal gas rarefatto di idrogeno ed elio che riempie la galassia), che prende il nome di eliosfera. Il bordo più esterno di questa bolla è dove la forza del vento solare non è più sufficiente a spingere indietro il mezzo interstellare. Questo bordo è conosciuto come eliopausa, ed è spesso considerato come il confine esterno del sistema solare. La distanza dell'eliopausa non è conosciuta con precisione. Probabilmente è molto più piccola sul lato del sistema solare che si trova "davanti" rispetto al moto orbitale del sistema solare nella galassia. Potrebbe anche variare a seconda della velocità del vento solare al momento, e a seconda della densità locale del mezzo interstellare. Si sa che è ben oltre l'orbita di Plutone. Le sonde spaziali Voyager 1 e Voyager 2, dopo aver terminato la loro esplorazione planetaria, si sono dirette verso l'esterno del sistema. La Voyager 1 ha superato il confine dell'eliopausa il 25 agosto 2012, a una distanza di circa 121 UA dal Sole. La sonda Voyager 2 è uscita dal Sistema solare il 5 novembre 2018.
La correlazione tra vento e macchie solari è stata smentita dal confronto fra il comportamento del sole durante il minimo di attività elettromagnetica del 1996, e quella molto più elevata del 2008. In modo più evidente, si è manifestata a gennaio 2012 con la maggiore tempesta solare registrata da sette anni, in corrispondenza di un numero di giorni senza precedenti in assenza di macchie solari.
L'indice KP è un indicatore dell'attività geomagnetica del pianeta, calcolato come media delle misure effettuate dell'indice K presso 13 osservatori in tutto il mondo. Fu introdotto da Julius Bartels nel 1949 ed è stato calcolato, fin da allora, presso l'Istituto di Geofisica dell'Università di Gottinga in Germania (Institut für Geophysik of Göttingen University). Lo storico dei valori parte dal 1932. Nel 1951 è stato ufficialmente adottato come indice geomagnetico dalla IAGA (International Association of Geomagnetism and Aeronomy).